# Mimoun Kaabouni
Mimoun Kaabouni, surnommé Rocky, né en 1972 à Ben Taïeb (Maroc), est un criminel néerlandais d'origine marocaine spécialisé dans le trafic de stupéfiants de grande envergure.
Résidant à Marbella en Espagne, il possède la double nationalité néerlandaise et marocaine. Ayant une mauvaise expérience avec les ports d'Anvers et de Rotterdam, Mimoun quitte les Pays-Bas pour établir une nouvelle filière d'importation illégale de cocaïne en Europe, transitant par le port de Constanța en Roumanie. Allié de plusieurs cartels colombiens, il livre chaque mois des gigantesques quantités de cocaïne venue de Colombie. Avec sa fortune, il achète une équipe de policiers corrompus pour qu'ils fassent le contrôle des conteneurs dans le port. Ses derniers cargaisons faisaient l'objet d'une valeur de 600 millions d'euros. Mimoun Kaabouni est estimé milliardaire.
Le 29 juin 2016, Mimoun et ses lieutenants font entrer deux tonnes et demi de cocaïne à partir du port de Constanta. La quantité est interceptée par les militaires roumains et la DEA américaine. Quelques jours plus tard, Mimoun Kaabouni est arrêté à l'aéroport de Malaga-Costa del Sol par les forces spéciales espagnols. Six Lituaniens et un Colombien sont également arrêtés et condamnés à 18 ans de prison pour avoir travaillé pour Mimoun Kaabouni.

## Jeunesse
Mimoun Kaabouni naît à Ben Taïeb et immigre très jeune aux Pays-Bas. Il grandit à Hoensbroek et ouvre avec son frère son Coffee shop, à l'enseigne Happy Days.

## Carrière criminelle
Mimoun Kaabouni possède plusieurs entreprises immobilières aux valeurs de plusieurs millions d'euros sous son nom en Espagne, au Maroc et aux Emirats arabes unis.

## Procès
Extradé de l'Espagne vers la Roumanie, il est escorté par des militaires vers sa cellule. Lors de son procès, un énorme périmètre est placé autour du quartier du palais de justice en Roumanie.
En octobre 2018, il est condamné à 19 ans et 4 mois de prison. Il est emprisonné en Roumanie.

## Arrestations: opérationBaklava
Rocky transportait de grands conteneurs d'Amérique du Sud. Lorsqu'un groupe d'agents roumains s'infiltrent dans l'organisation, ils détectent à l'aide de la DEA américaine l'entrée d'au moins dix conteneurs dont les dates se situaient entre le 10 avril et le 13 juin 2016. À la suite de cette découverte, la Roumanie lance en collaboration avec l'Espagne l'opération Baklava qui consiste à démanteler le réseau international en envoyant un nombre de 150 agents enquêteurs.
Lors d'une découverte de 2,5 tonnes de cocaïne au Port de Constana, l'opération Baklava arrête six complices de Mimoun Kaabouni à savoir six Lituaniens : Nerijus M. (38 ans), Aurius L. (40 ans), Vygantas G. (41 ans), Tadas M. (26 ans) ainsi que le Colombien Ramon Diego N. (46 ans).
Se trouvant à Malaga sans avoir la conscience que ses complices sont arrêtés à la suite d'une discrétion médiatique, le trafiquant reste sans nouvelles et décide de prendre son envol vers le Maroc en empruntant l'aéroport le plus proche. Lorsqu'il entre dans l'aéroport, Mimoun Kaabouni est arrêté par les forces spéciales grâce à une mini caméra de surveillance et un localisateur placée sous son véhicule par les services spéciaux. Il est arrêté à l'aéroport de Malaga-Costa del Sol.
Quelques jours après son arrestation, Mimoun Kaabouni fait la une des journaux en Espagne. En Roumanie, la presse parle même de la plus grande saisie de drogue de l'histoire de l'Europe de l'Est.